# جنتیله بلینی
جنتیله بلینی (ایتالیایی: Gentile Bellini زاده ح ۱۴۲۹ - درگذشته ۲۳ فوریه ۱۵۰۷) نقاش اهل ایتالیا بود. جنتیله از نقاشان مکتب ونیز بود. خانواده وی از پیشگامان نقاش ونیزی بودند. پدرش جاکوپو بلینی از پیشگامان ونیزی در استفاده از رنگ روغن به عنوان یک وسیله هنری بود. جووانی بلینی برادرش و آندرئا مانتنیا شوهرخواهرش بود. در سال ۱۴۷۹ توسط حکومت ونیز به درخواست محمد سوم سلطان عثمانی به قسطنطنیه فرستاده شد.

## نگارخانه

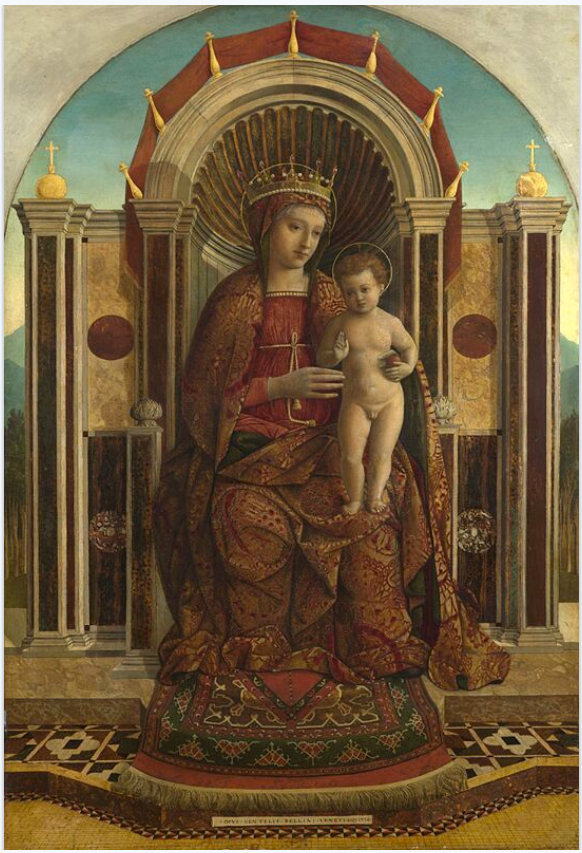
مدونا و کودک بر روی تخت اواخر سده ۱۵ میلادی
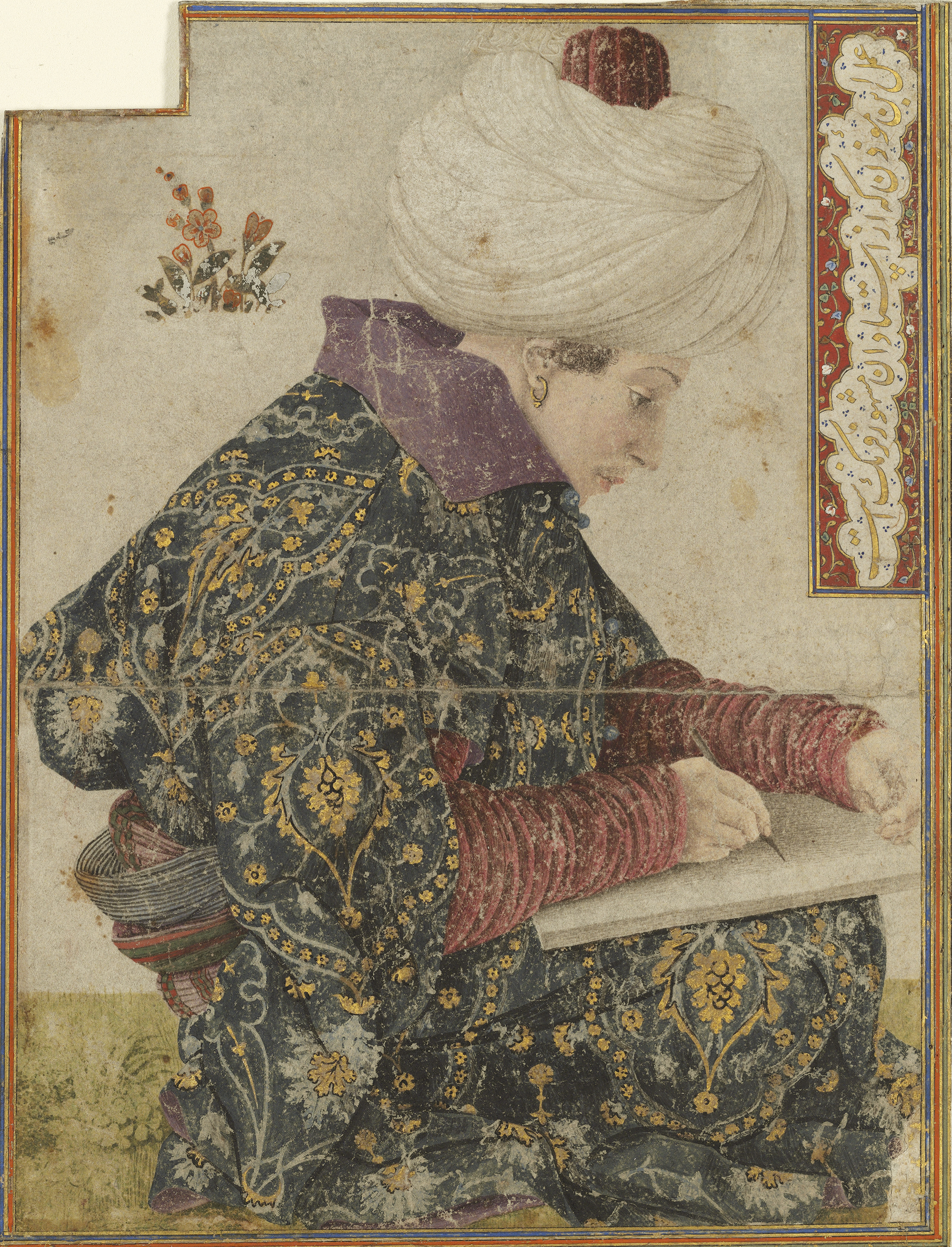
کاتب نشسته، بین سال‌های ۱۴۷۹ تا ۱۴۸۱